# Apparato digerente

Apparato digerente umano

L'apparato digerente di ogni animale ha il compito di introdurre, di digerire e assorbire le sostanze nutritive contenute negli alimenti, eliminando i residui non assimilabili dall'organismo, sotto forma di feci.
È detto apparato in quanto è un raggruppamento di organi che collaborano a uno scopo comune, ma diversi sia per funzione che per struttura e origine embriologica. La prima fase della digestione avviene in bocca, il cibo viene sminuzzato dai denti e impastato dalla saliva, diventando bolo. L'espressione si riferisce a organismi pluricellulari, e in quanto in grado di assimilare è riferito a eterotrofi, pur utilizzando il concetto della digestione per organismi autotrofi, come per esempio le piante carnivore, e i loro corrispondenti organi digestivi. In genere è principalmente un organo animale.
I proctodeati sono animali con canale alimentare completo, cioè munito di una bocca per l'introduzione del cibo e di un ano per l'espulsione delle feci, mentre gli organismi aprocti (cnidari, platelminti, gnatostomulidi) mostrano un canale incompleto, con un'unica apertura che funge sia da bocca che da ano.
I metazoi celomati che hanno un apparato digerente differenziato sono classificati come protostomi e deuterostomi, dove l'intestino si è evoluto due volte, per un esempio di evoluzione convergente. Si distinguono in base al loro sviluppo embrionale. I deuterostomi sviluppano l'ano dal blastoporo e la bocca si forma all'estremità opposta, viceversa per i protostomi. I Protostomi sono, come gruppi principali, artropodi, molluschi e anellidi, mentre i deuterostomi comprendono echinodermi e cordati.

## Apparato digerente in diversi gruppi animali
Alcune delle più semplici forme di vita, cioè unicellulari, assumono sostanze nutrienti durante la fagocitosi e la pinocitosi. I ciliati (come ad esempio il paramecio) posseggono, nelle loro strutture digerenti, un citostoma, dove avviene la fagocitosi e un citopigio dove avviene l'esocitosi.
Le spugne possiedono un "sacchetto" poroso chiamato porifero, il quale assorbe l'acqua marina attraverso i pori, che esce dall'osculo, un orifizio situato all'estremità del corpo, assieme a sostanze gassose.
Al primo phylum dei metazoi appartengono i celenterati, animali che presentano sia la forma di polipo sia quella di medusa. Il loro apparato digerente (gastroderma) è molto semplice, in quanto possiede una sola apertura.
I vermi o elminti si distinguono in: platelminti, vermi piatti dal apparato digerente ramificato; turbellari, vermi aventi un tubo che si diparte per tutta la lunghezza del corpo (intestino) ma all'estremità finale è chiuso e quindi utilizzano la bocca come canale anale; nemertini, i primi vermi in cui compare la fibra muscolare circolare e l'ano; anellidi, in cui la fibra muscolare circolare è molto più sviluppata (lombrico) e il apparato digerente si può considerare filogeneticamente più evoluto.
I molluschi, precisamente quelli che appartengono alla classe dei gasteropodi, hanno una sorta di piccolo piede su cui poggia il sacco dei visceri, il quale risulta circonvoluto, e quindi molto più lungo del corpo. Posseggono una ghiandola chiamata epatopancreas, poiché ha le medesime funzioni di fegato e pancreas, di cui si può considerare filogeneticamente precursore.
Negli uccelli è presente l'ingluvie, una cavità sotto il becco nella quale si ammorbidisce e si inumidisce il cibo, che poi andrà a finire nel ventriglio per essere triturato e, via via, fino all'ano.
I ruminanti, durante lo sviluppo embrionale, subiscono la suddivisione dello stomaco in quattro concamerazioni, da cui si sviluppano i prestomaci (rumine, reticolo, omaso) e l'abomaso. Quest'ultimo, sotto l'aspetto anatomico e fisiologico, è analogo allo stomaco dei monogastrici. I prestomaci rappresentano degli adattamenti anatomo-fisiologici finalizzati a far precedere la digestione microbica alla digestione enzimatica fornendo all'animale una migliore efficienza nello sfruttamento dell'erbivoria simbiontica. A parità di condizioni, rispetto agli altri mammiferi erbivori, i ruminanti sfruttano meglio gli alimenti fibrosi, dotati di un basso valore energetico, di proteine a basso valore biologico e poveri di vitamine, in quanto utilizzano nella digestione enzimatica i prodotti del metabolismo microbico.

## Apparato digerente umano

Schema dell'apparato digerente umano

Nell'uomo l'apparato digerente (Systema digestorium nella Terminologia Anatomica internazionale umana del 1998) è, essenzialmente, un canale lungo circa 7-8 metri che attraversa tutto il corpo e le cui estremità sono la bocca, attraverso la quale il cibo entra, e l'ano, da cui fuoriesce il materiale non assorbito. Tra queste due aperture vi sono faringe (in comune con l'apparato respiratorio), esofago, stomaco, intestino tenue, colon e retto.
La struttura e la funzione dell'apparato digerente umano possono essere descritte tramite l'anatomia macroscopica o tramite l'istologia microscopica.
L'apparato digerente ha un'istologia generale uniforme e può essere diviso in quattro tonache concentriche: mucosa, sottomucosa, muscolare e sierosa. 
Le differenze sono dovute a specializzazioni nella funzione dei singoli tratti.

### Tonaca mucosa
La mucosa è la tonaca più interna dell'apparato digerente, quella che si trova a diretto contatto col cibo. Svolge le funzioni di assorbimento e secrezione e importanti processi della digestione. È formata da:
- epitelio, lo strato più interno, responsabile della maggior parte dei processi digestivi, di assorbimento e secrezione.
- Membrana basale, una struttura laminare della matrice extracellulare.
- Lamina propria, formata da uno strato di tessuto connettivo.
- Muscularis mucosa, uno strato di muscolo liscio sottile, utile a favorire il passaggio delle sostanze e la loro digestione, grazie ai suoi movimenti peristaltici.

La tonaca mucosa cambia in base alle funzioni di ciascun organo del tubo digerente. Deve resistere al pH acido dello stomaco, assorbire una moltitudine di diversi nutrienti nell'intestino tenue e regolare l'assunzione di acqua nel crasso. La struttura quindi riflette le esigenze di questi organi conformandosi in tante pieghe per aumentare la superficie di assorbimento (villi intestinali e pliche circolari) o formando invaginazioni per le ghiandole secernenti, come nel caso delle fossette gastriche dello stomaco.

### Tonaca sottomucosa
La tonaca sottomucosa è composta da uno strato irregolare di tessuto connettivo lasso contenente vasi sanguigni, linfatici e nervosi che si diramano nella mucosa e nella muscolatura esterna. Contiene il plesso sottomucoso, un plesso nervoso enterico, situato nella superficie interna della muscolatura esterna.

### Tonaca muscolare
La tonaca muscolare è composta da muscolatura liscia divisa in uno strato interno circolare e uno esterno longitudinale; la contrazione coordinata permette lo scorrimento del contenuto, mentre la contrazione simultanea permette la segmentazione (rimescolamento). Lo strato più interno ha la funzione di impedire al cibo di spostarsi all'indietro.

### Tonaca sierosa o peritoneo
La tonaca avventizia è lo strato più esterno, costituito da tessuto connettivo, che permette il passaggio di vasi e nervi. Dove l'intestino è esposto nella cavità addominale, l'avventizia viene definita tonaca sierosa (peritoneo viscerale) ed è costituita da epitelio pavimentoso semplice, detto mesotelio. Dove l'intestino aderisce alle pareti della cavità addominale, l'avventizia si fonde coi tessuti retroperitoneali. Tra i due strati è presente il plesso mioenterico, che ha la funzione di controllare la peristalsi.

### Canale digerente umano
Ci sono diversi criteri per dividere il canale digerente in più porzioni: sulla base delle caratteristiche istologiche, della derivazione embrionale o semplicemente della posizione. Qui si propone un elenco dei diversi componenti in senso cefalo-caudale, dalla testa all'ano.

## Bocca
Nella bocca avviene l'ingestione del cibo e inizia la digestione meccanica per mezzo dei denti e chimica per mezzo dei secreti delle ghiandole salivari. Non tutti gli animali possiedono queste strutture annesse alla cavità orale che si sono evolute nei tetrapodi terrestri principalmente per inumidire il cibo e facilitarne l'ingestione, caratteristica spesso inutile in ambiente acquatico. Nei mammiferi la saliva contiene anche alcuni enzimi come il lisozima che svolge una funzione antibatterica e l'amilasi ptialina, che inizia la digestione degli amidi, soprattutto di quelli cotti.

## Faringe
La faringe è la seconda porzione del canale alimentare ed è un organo in comune con l'apparato respiratorio. Riceve il bolo alimentare proveniente dalla cavità orale e lo convoglia, con la deglutizione, nell'esofago. Contemporaneamente è in grado di convogliare l'aria inspirata verso la laringe.
Con la deglutizione, la laringe si alza e l'epiglottide (una piccola valvola) chiude l'ingresso verso la trachea, spostandosi assieme alla parte iniziale della stessa verso l'alto e in avanti, procurando spazio per il passaggio del bolo alimentare nell'esofago.
Con quest'azione semivolontaria inizia la peristalsi che si propagherà attraverso l'esofago trasportando così il bolo verso lo stomaco. I movimenti peristaltici del tubo digerente sono così potenti da far arrivare il cibo nello stomaco anche deglutendo a testa in giù.

## Esofago
L'esofago è un canale lungo circa 24 cm attraversa il diaframma e arriva nello stomaco. La parete dell'esofago, come quella di tutto il resto del canale alimentare, è costituita da due strati di muscolatura liscia (). La contrazione dello strato circolare più interno provoca la chiusura del canale alimentare, mentre lo strato muscolare longitudinale provoca l'accorciamento dell'esofago. Le contrazioni alternate della muscolatura circolare e di quella longitudinale sono responsabili dei movimenti peristaltici, che spingono inferiormente il bolo verso la valvola cardioesofagea.

### Stomaco
Lo stomaco è il primo organo cavo dell'apparato digerente individuabile in cavità addominale, ha una temperatura di 37 gradi centigradi e un pH di 3,5. L'epitelio dello stomaco secerne principalmente enzimi proteolitici come pepsina e chimosina, H2O e HCl (acido cloridrico, il quale ha la funzione di attivare l'enzima (inattivo) pepsinogeno in pepsina (attivo), che idrolizza le proteine in amminoacidi).
L'esofago, dopo aver attraversato l'adito esofageo (lat: aditus esofageum), si fonde con lo stomaco a livello della valvola (incontinente) del cardias.
Nello stomaco avviene l'attacco principale alle sostanze del cibo e la loro lisi (soprattutto per quanto riguarda le proteine), ad opera di enzimi proteolitici, tra i quali la pepsina, che serve per scomporre le proteine sostanze più semplici, e l'acido cloridrico, che conferisce al cibo un pH acido. Queste due sostanze, insieme all'acqua, costituiscono i succhi gastrici.
Le pareti dello stomaco sono inoltre ricoperte da uno strato di muco, prodotto dalle cellule mucipare delle fossette gastriche, che ha il compito di proteggere la parete gastrica dall'azione corrosiva dell'acido cloridrico.
Grazie ai movimenti peristaltici il bolo, trasformato in chimo, si muove verso il piloro che lo porterà all'intestino tenue. 

### Intestino
L'intestino è un organo cavo tubiforme, che varia il suo diametro durante il suo tratto.
È suddiviso in:
- intestino tenue
- intestino crasso

L'intestino tenue ha una lunghezza superiore ai 7 m; è suddiviso in duodeno, digiuno e ileo.
Nell'intestino tenue si completa la digestione grazie all'azione della bile (che emulsiona i grassi), del succo pancreatico (composto dagli enzimi amilasi tripsina lipasi) e il succo enterico (contiene gli enzimi che concludono la digestione, trasformando i vari principi nutritivi in amminoacidi, glucosio, acidi grassi e glicerina).
L'intestino tenue ha una membrana interiore che lo rende ruvido, i villi intestinali che sono ruvidi grazie ai vasi sanguigni che hanno una parete sottile proprio per assorbire meglio le sostanze.
Intestino tenue e crasso sono suddivisi grazie alla valvola ileo-cecale.
L'intestino crasso è lungo circa 2 m ma è più grosso. Inizia con il cieco, un sacchetto a fondo cieco posto in basso nel quadrante addominale destro alla cui estremità inferiore è situata l'appendice (lunga da 2 a 7 cm), il colon ascendente, il colon trasverso, il colon discendente, il colon sigmoideo, il retto e il canale anale, il quale permetterà il passaggio delle feci attraverso gli sfinteri anali, prima l'interno e poi l'esterno.